# Malaysische Fußballnationalmannschaft der Frauen
Die malaysische Frauenfußballnationalmannschaft ist eine Auswahlmannschaft der Football Association of Malaysia, die das Land Malaysia auf internationaler Ebene bei Frauen-Länderspielen vertritt. Die Mannschaft nahm bislang nur an der Südostasienmeisterschaft und der Asienmeisterschafte teil, jedoch nicht an Weltmeisterschaften. Derzeitige Trainerin ist Soleen Al-Zoubi.

## Geschichte
Ihr erstes Spiel absolvierte die Mannschaft bei der Asienmeisterschaft 1975. Das Gruppenspiel gegen Neuseeland wurde mit 3:0 verloren. Nach einem Sieg gegen Hongkong gelang jedoch der Einzug in das Halbfinale gegen Thailand. Dies wurde verloren, ebenso das Spiel um Platz drei gegen Australien. Bei der Asienmeisterschaft 1979 belegte Malaysia nach zwei Unentschieden gegen Hongkong und Nordindien, einer Niederlage gegen Taiwan und zwei nicht angetretenen Spielen gegen Westaustralien und Südindien nur den letzten Platz in der Vorrunde. Bei der Asienmeisterschaft 1983 wurde in der Vorrunde nach Siegen gegen die Philippinen und Hongkong und Niederlagen gegen Thailand, Indien und Singapur der vierte Platz erreicht. Im folgenden Spiel um Platz drei gewann Malaysia im Elfmeterschießen gegen Singapur. Bei der Asienmeisterschaft 1986 schied Malaysia hingegen nach Niederlagen gegen China und Japan als Gruppenletzter aus. Malaysia nahm auch an der Qualifikation zur Fußball-Weltmeisterschaft 1991 teil, belegte nach einem Sieg gegen Singapur, einem Unentschieden gegen Hongkong und Niederlagen gegen Nordkorea und Japan nur den vierten Platz in seiner Qualifikationsgruppe.
Bei der Asienmeisterschaft 1991 gewann Malaysia gegen Singapur, erzielte ein Unentschieden gegen Hongkong und unterlag gegen Nordkorea und Japan, womit die Finalrunde verpasst wurde. Ebenso wurde bei der Asienmeisterschaft 1993 nach Niederlagen gegen Südkorea, Nordkorea und China der Einzug in das Halbfinale verpasst. Auch bei der Asienmeisterschaft 1995 gelang die Teilnahme an der Finalrunde nicht, nachdem in der Gruppenphase die Spiele gegen Taiwan und Thailand verloren wurden. Bei den Südostasienspielen 1995 gelangen in der Gruppenphase hingegen Siege gegen Myanmar und Singapur, ein Unentschieden gegen die Philippinen und nur eine Niederlage gegen Thailand. Damit gelang die Teilnahme am Finale, das jedoch Thailand gewinnen konnte. Bei den Südostasienspielen 1997 schied Malaysia nach Niederlagen gegen Myanmar und Indonesien jedoch wieder in der Gruppenphase aus.
Bei der Asienmeisterschaft 1999 verlor Malaysia alle Gruppenspiele gegen Taiwan, Indien, Nordkorea und Vietnam. Ebenso wurden bei der Asienmeisterschaft 2001 sämtliche Gruppenspiele gegen Taiwan, Thailand, Südkorea und Indien verloren. Bei den Südostasienspielen 2001 gewann Malaysia gegen die Philippinen und verlor gegen Myanmar und Thailand, womit die Teilnahme an der Finalrunde verpasst wurde. Bei den Südostasienspielen 2003 gelang Malaysia nach Unentschieden gegen die Philippinen und Indonesien und einer Niederlage gegen Vietnam der Einzug in das Halbfinale, das jedoch gegen Myanmar verloren wurde. Auch das Spiel um Platz drei gegen Thailand verlor die malaysische Mannschaft.
2007 nahm Malaysia erstmals an der Südostasienmeisterschaft teil. Mit Siegen gegen Indonesien und die Philippinen und einer Niederlage gegen Vietnam gelang der Einzug in das Halbfinale, das allerdings gegen Myanmar verloren wurde. Auch das Spiel um Platz drei gegen Vietnam wurde verloren. Bei den Südostasienspielen 2007 schied die Mannschaft nach Niederlagen gegen Thailand und Myanmar in der Gruppenphase aus. Bei der Qualifikation zur Fußball-Asienmeisterschaft 2008 war Malaysia nicht erfolgreich. Zwar wurde in der ersten Qualifikationsrunde das Spiel gegen Singapur gewonnen, jedoch belegte man in der zweiten Qualifikationsrunde nach einem Unentschieden gegen die Philippinen und Niederlagen gegen Thailand und Südkorea nur den letzten Platz in der Gruppe. Bei der Südostasienmeisterschaft 2008 verlor die Mannschaft die Gruppenspiele gegen Myanmar, Vietnam, Laos und Indonesien. Auch bei den Südostasienspielen 2009 wurden die Spiele gegen Thailand, Vietnam, Laos und Myanmar verloren. Bei der Südostasienmeisterschaft 2011 wurde ebenso nach einem Unentschieden gegen die Philippinen und Niederlagen gegen Thailand und Myanmar der Einzug in die Finalrunde verpasst. Bei der Südostasienmeisterschaft im folgenden Jahr wurden beide Gruppenspiele gegen Thailand und Laos verloren. Auch bei dem Turnier im darauffolgenden Jahr verlor das Team alle Gruppenspiele gegen Jordanien, die australische U-20, Vietnam und Thailand. Bei den Südostasienspielen 2013 gelang Malaysia nach einem Sieg gegen Laos und einer Niederlage gegen Thailand der Halbfinaleinzug. Dort verlor man gegen Vietnam, ebenso wurde das Spiel um Platz drei gegen Myanmar verloren. Bei der Südostasienmeisterschaft 2015 wurden wiederum alle Gruppenspiele gegen die Philippinen, Vietnam und Myanmar verloren. Beim Turnier im folgenden Jahr wurde nach einem Sieg gegen Osttimor und Niederlagen gegen die australische U-20 und Myanmar ebenfalls das Halbfinale verpasst. Bei den Südostasienspielen 2017 verlor Malaysia die Spiele gegen die Philippinen, Myanmar, Thailand und Vietnam. Im folgenden Jahr nahm das Team erneut an der Südostasienmeisterschaft teil und schied nach Siegen gegen Kambodscha und Osttimor und Niederlagen gegen die australische U-20 und Thailand in der Gruppenphase aus. Bei der Südostasienmeisterschaft 2019 erzielte die Mannschaft Siege gegen Singapur und Osttimor und verlor gegen die Philippinen und Thailand, womit Malaysia als Gruppendritter ausschied. Auch bei den Südostasienspielen 2019 wurde nach Niederlagen gegen die Philippinen und Myanmar der Einzug in die Finalrunde verpasst.
Bei der Qualifikation zur Fußball-Asienmeisterschaft 2022 war Malaysia nicht erfolgreich, da die Mannschaft nach einem Sieg gegen Palästina und einer Niederlage gegen Thailand nur den zweiten Platz ihrer Gruppe belegte. Bei der Südostasienmeisterschaft 2022 verpasste Malaysia nach zwei Unentschieden gegen Singapur und Indonesien und Niederlagen gegen die Philippinen, Thailand und die australische U-23 erneut die Finalrunde. Auch bei den Südostasienspielen 2023 schied Malaysia nach Niederlagen gegen Vietnam, die Philippinen und Myanmar in der Gruppenphase aus.

## Turniere

### Weltmeisterschaft
- 1991: Nicht qualifiziert
- 1995 bis 2019: Nicht teilgenommen
- 2023 bis 2027: Nicht qualifiziert

### Asienmeisterschaft
- 1975: Vierter Platz
- 1977: Nicht teilgenommen
- 1979: Gruppenphase
- 1981: Nicht teilgenommen
- 1983: Dritter Platz
- 1986: Gruppenphase
- 1989: Nicht teilgenommen
- 1991: Gruppenphase
- 1993: Gruppenphase
- 1995: Gruppenphase
- 1997: Nicht teilgenommen
- 1999: Gruppenphase
- 2001: Gruppenphase
- 2003 bis 2006: Nicht teilgenommen
- 2008: Nicht qualifiziert
- 2010 bis 2018: Nicht teilgenommen
- 2022 bis 2026: Nicht qualifiziert

### Südostasienmeisterschaft
- 1982: Gruppenphase
- 1985: Gruppenphase
- 2004 bis 2006: Nicht teilgenommen
- 2007: Vierter Platz
- 2008: Gruppenphase
- 2011: Gruppenphase
- 2012: Gruppenphase
- 2013: Gruppenphase
- 2015: Gruppenphase
- 2016: Gruppenphase
- 2018: Gruppenphase
- 2019: Gruppenphase
- 2022: Gruppenphase
- 2025: Nicht qualifiziert